# Momo Kapor

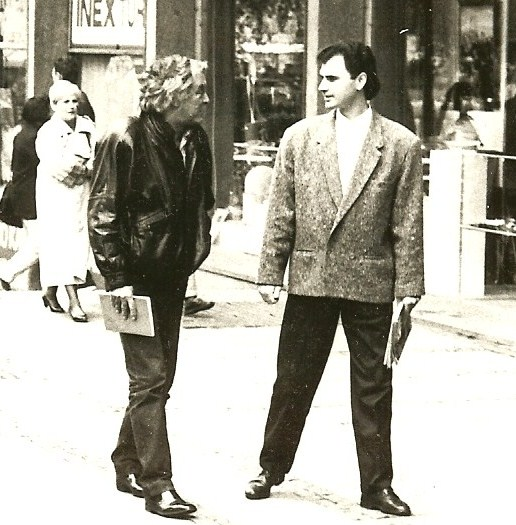
Momo Kapor und Dejan Stojanović 1990 in Belgrad

Momčilo „Momo“ Kapor (* 8. April 1937 in Sarajevo; † 3. März 2010 in Belgrad) war ein serbischer Schriftsteller, Maler und Schauspieler. Viele seiner Geschichten wurden verfilmt und mehrere erfolgreiche Filme basieren auf seinen Romanen. Er schrieb ebenfalls Drehbücher für verschiedene Fernsehfilme und TV-Serien.
Kapor schloss 1961 ein Studium der Malerei an der Akademie der Bildenden Künste in Belgrad ab. Mitte der 1960er-Jahre begann seine literarische Karriere. Kapor war Mitglied der Akademie der Wissenschaften und Künste der Republika Srpska. Er illustrierte unter anderem Bücher mit Kindergedichten von Radovan Karadžić. Nach Kapor wurde die gleichnamige Momo-Kapor-Stiftung benannt.

## Werk
- Szenen aus der Jugend eines Starreporters. Roman. Aus dem Serbokroatischen übersetzt von Barbara Antkowiak. Verlag Volk und Welt, Berlin 1978.